# Hóquei no gelo nos Jogos Olímpicos de Inverno de 2006 - Masculino
A competição masculina de hóquei no gelo nos Jogos Olímpicos de Inverno de 2006 foi disputado nos dias 15 e 26 de fevereiro.

## Medalhistas
|  | SWE Suécia |  | FIN Finlândia |  | CZE Chéquia |
|  | Christian Bäckman Niclas Hävelid Kenny Jönsson Niklas Kronwall Nicklas Lidström Mattias Öhlund Ronnie Sundin Daniel Tjärnqvist Daniel Alfredsson P. J. Axelsson Peter Forsberg Mika Hannula Tomas Holmström Jörgen Jönsson Fredrik Modin Samuel Påhlsson Mikael Samuelsson Daniel Sedin Henrik Sedin Mats Sundin Henrik Zetterberg Stefan Liv Henrik Lundqvist Mikael Tellqvist |  | Aki Berg Lasse Kukkonen Toni Lydman Antti-Jussi Niemi Petteri Nummelin Teppo Numminen Sami Salo Kimmo Timonen Niklas Hagman Jukka Hentunen Olli Jokinen Jussi Jokinen Niko Kapanen Saku Koivu Mikko Koivu Antti Laaksonen Jere Lehtinen Ville Nieminen Ville Peltonen Jarkko Ruutu Teemu Selänne Niklas Bäckström Antero Niittymäki Fredrik Norrena |  | František Kaberle Tomáš Kaberle Filip Kuba Pavel Kubina Marek Malík Jaroslav Špaček Marek Židlický Jan Bulis Petr Čajánek Patrik Eliáš Martin Erat Milan Hejduk Aleš Hemský Jaromír Jágr Aleš Kotalík Robert Lang Rostislav Olesz Václav Prospal Martin Ručínský Martin Straka David Výborný Dominik Hašek Milan Hnilička Dušan Salfický Tomáš Vokoun |

## Grupo A
| País      | J | V | D | E | GP | GC | Pts |
| --------- | - | - | - | - | -- | -- | --- |
| Finlândia | 5 | 5 | 0 | 0 | 19 | 2  | 10  |
| Suíça     | 5 | 2 | 1 | 2 | 10 | 12 | 6   |
| Canadá    | 5 | 3 | 2 | 0 | 15 | 9  | 6   |
| Chéquia   | 5 | 2 | 3 | 0 | 14 | 12 | 4   |
| Alemanha  | 5 | 0 | 3 | 2 | 7  | 16 | 2   |
| Itália    | 5 | 0 | 3 | 2 | 9  | 23 | 2   |

### Sumário do Grupo A
| País | FIN | SUI | CAN | CZE | GER | ITA |
| ---- | --- | --- | --- | --- | --- | --- |
| FIN  |     | 5–0 | 2–0 | 4–2 | 2–0 | 6–0 |
| SUI  | 0–5 |     | 2–0 | 3–2 | 2–2 | 3–3 |
| CAN  | 0–2 | 0–2 |     | 3–2 | 5–1 | 7–2 |
| CZE  | 2–4 | 2–3 | 2–3 |     | 4–1 | 4–1 |
| GER  | 0–2 | 2–2 | 1–5 | 1–4 |     | 3–3 |
| ITA  | 0–6 | 3–3 | 2–7 | 1–4 | 3–3 |     |

## Grupo B
| País           | J | V | D | E | GP | GC | Pts |
| -------------- | - | - | - | - | -- | -- | --- |
| Eslováquia     | 5 | 5 | 0 | 0 | 18 | 8  | 10  |
| Rússia         | 5 | 4 | 1 | 0 | 23 | 11 | 8   |
| Suécia         | 5 | 3 | 2 | 0 | 15 | 12 | 6   |
| Estados Unidos | 5 | 1 | 3 | 1 | 13 | 13 | 3   |
| Cazaquistão    | 5 | 1 | 4 | 0 | 9  | 18 | 2   |
| Letônia        | 5 | 0 | 4 | 1 | 11 | 29 | 1   |

### Sumário do Grupo B
| País | SVK | RUS | SWE | USA | KAZ | LAT |
| ---- | --- | --- | --- | --- | --- | --- |
| SVK  |     | 5–3 | 3–0 | 2–1 | 2–1 | 6–3 |
| RUS  | 3–5 |     | 5–0 | 5–4 | 1–0 | 9–2 |
| SWE  | 0–3 | 0–5 |     | 2–1 | 7–2 | 6–1 |
| USA  | 1–2 | 4–5 | 1–2 |     | 4–1 | 3–3 |
| KAZ  | 1–2 | 0–1 | 2–7 | 1–4 |     | 5–2 |
| LAT  | 3–6 | 2–9 | 1–6 | 3–3 | 2–5 |     |

## Finais
|                         |                                                                       |                         |                                                                       |                         | Quartas de finais       | Quartas de finais   |                     |                     | Semi finais | Semi finais |  |  | Final | Final |
| 22 de fevereiro de 2006 | 22 de fevereiro de 2006                                               | 24 de fevereiro de 2006 | 24 de fevereiro de 2006                                               | 26 de fevereiro de 2006 | 26 de fevereiro de 2006 |                     |                     |                     |             |             |  |  |       |       |
|                         |                                                                       |                         |                                                                       |                         |                         |                     |                     |                     |             |             |  |  |       |       |
|                         |                                                                       |                         |                                                                       |                         |                         |                     |                     |                     |             |             |  |  |       |       |
| A                       | Canadá · República Checa · Finlândia · Alemanha · Itália · Suíça      | 4º                      | CZE República Checa                                                   | 3                       |                         |                     |                     |                     |             |             |  |  |       |       |
| A                       | Canadá · República Checa · Finlândia · Alemanha · Itália · Suíça      | 4º                      | CZE República Checa                                                   | 3                       |                         |                     |                     |                     |             |             |  |  |       |       |
| B                       | Cazaquistão · Letónia · Rússia · Eslováquia · Suécia · Estados Unidos | 1º                      | SVK Eslováquia                                                        | 1                       |                         |                     |                     |                     |             |             |  |  |       |       |
| B                       | Cazaquistão · Letónia · Rússia · Eslováquia · Suécia · Estados Unidos | 1º                      | SVK Eslováquia                                                        | 1                       |                         | CZE República Checa | 3                   |                     |             |             |  |  |       |       |
|                         |                                                                       |                         |                                                                       |                         |                         | CZE República Checa | 3                   |                     |             |             |  |  |       |       |
|                         | SWE Suécia                                                            | 7                       |                                                                       |                         |                         |                     |                     |                     |             |             |  |  |       |       |
| B                       | SWE Suécia                                                            | 7                       | Cazaquistão · Letónia · Rússia · Eslováquia · Suécia · Estados Unidos | 3º                      | SWE Suécia              | 6                   |                     |                     |             |             |  |  |       |       |
| B                       |                                                                       |                         |                                                                       | 3º                      | SWE Suécia              | 6                   |                     |                     |             |             |  |  |       |       |
| A                       | Canadá · República Checa · Finlândia · Alemanha · Itália · Suíça      | 2º                      | SUI Suíça                                                             | 2                       |                         |                     |                     |                     |             |             |  |  |       |       |
| A                       | Canadá · República Checa · Finlândia · Alemanha · Itália · Suíça      | 2º                      | SUI Suíça                                                             | 2                       |                         | SWE Suécia          | '3                  |                     |             |             |  |  |       |       |
|                         |                                                                       |                         |                                                                       |                         |                         | SWE Suécia          | '3                  |                     |             |             |  |  |       |       |
|                         | FIN Finlândia                                                         | 2                       |                                                                       |                         |                         |                     |                     |                     |             |             |  |  |       |       |
| A                       | FIN Finlândia                                                         | 2                       | Canadá · República Checa · Finlândia · Alemanha · Itália · Suíça      | 3º                      | CAN Canadá              | 0                   |                     |                     |             |             |  |  |       |       |
| A                       |                                                                       |                         |                                                                       | 3º                      | CAN Canadá              | 0                   |                     |                     |             |             |  |  |       |       |
| B                       | Cazaquistão · Letónia · Rússia · Eslováquia · Suécia · Estados Unidos | 2º                      | RUS Rússia                                                            | 2                       |                         |                     |                     |                     |             |             |  |  |       |       |
| B                       | Cazaquistão · Letónia · Rússia · Eslováquia · Suécia · Estados Unidos | 2º                      | RUS Rússia                                                            | 2                       |                         | RUS Rússia          | 0                   |                     |             |             |  |  |       |       |
|                         |                                                                       |                         |                                                                       |                         |                         | RUS Rússia          | 0                   |                     |             |             |  |  |       |       |
|                         | FIN Finlândia                                                         | 4                       |                                                                       |                         |                         |                     |                     |                     |             |             |  |  |       |       |
| B                       | FIN Finlândia                                                         | 4                       | Cazaquistão · Letónia · Rússia · Eslováquia · Suécia · Estados Unidos | 4º                      | USA Estados Unidos      | 3                   | Disputa pelo bronze | Disputa pelo bronze |             |             |  |  |       |       |
| B                       |                                                                       |                         |                                                                       | 4º                      | USA Estados Unidos      | 3                   | CZE República Checa | 3                   |             |             |  |  |       |       |
| A                       | Canadá · República Checa · Finlândia · Alemanha · Itália · Suíça      | 1º                      | FIN Finlândia                                                         | 4                       |                         |                     | CZE República Checa | 3                   |             |             |  |  |       |       |
| A                       | Canadá · República Checa · Finlândia · Alemanha · Itália · Suíça      | 1º                      | FIN Finlândia                                                         | 4                       |                         | RUS Rússia          | 0                   |                     |             |             |  |  |       |       |
|                         |                                                                       |                         |                                                                       |                         |                         | RUS Rússia          | 0                   |                     |             |             |  |  |       |       |

## Classificação final
| Pos.   | País                |
| ------ | ------------------- |
| Ouro   | SWE Suécia          |
| Prata  | FIN Finlândia       |
| Bronze | CZE República Checa |
| 4      | RUS Rússia          |
| 5      | SVK Eslováquia      |
| 6      | SUI Suíça           |
| 7      | CAN Canadá          |
| 8      | USA Estados Unidos  |
| 9      | KAZ Cazaquistão     |
| 10     | GER Alemanha        |
| 11     | ITA Itália          |
| 12     | LAT Letônia         |

Legenda
| Recorde mundial      | Recorde mundial (World record)               |                       | Recorde africano                      | Recorde africano (African) |                                           | Q | Classificado por posição (Qualified) |
| Recorde olímpico     | Recorde olímpico (Olympic record)            | Recorde da América    | Recorde da América (Americas)         | q                          | Classificado por melhor tempo (Qualified) |   |                                      |
| Melhor marca do ano  | Melhor marca do ano (World leading)          | Recorde asiático      | Recorde asiático (Asian)              | DNS                        | Não largou (Did not start)                |   |                                      |
| Recorde nacional     | Recorde nacional (National record)           | Recorde europeu       | Recorde europeu (European)            | DNF                        | Não terminou (Did not finish)             |   |                                      |
| Recorde pessoal      | Recorde pessoal do atleta (Personal best)    | Recorde da Oceania    | Recorde da Oceania (Oceania)          | DSQ / DQ                   | Desclassificado (Disqualified)            |   |                                      |
| Recorde da temporada | Recorde da temporada do atleta (Season best) | Recorde sul-americano | Recorde sul-americano (South America) | NM                         | Sem marca (No mark)                       |   |                                      |